# 암스테르담 국립미술관

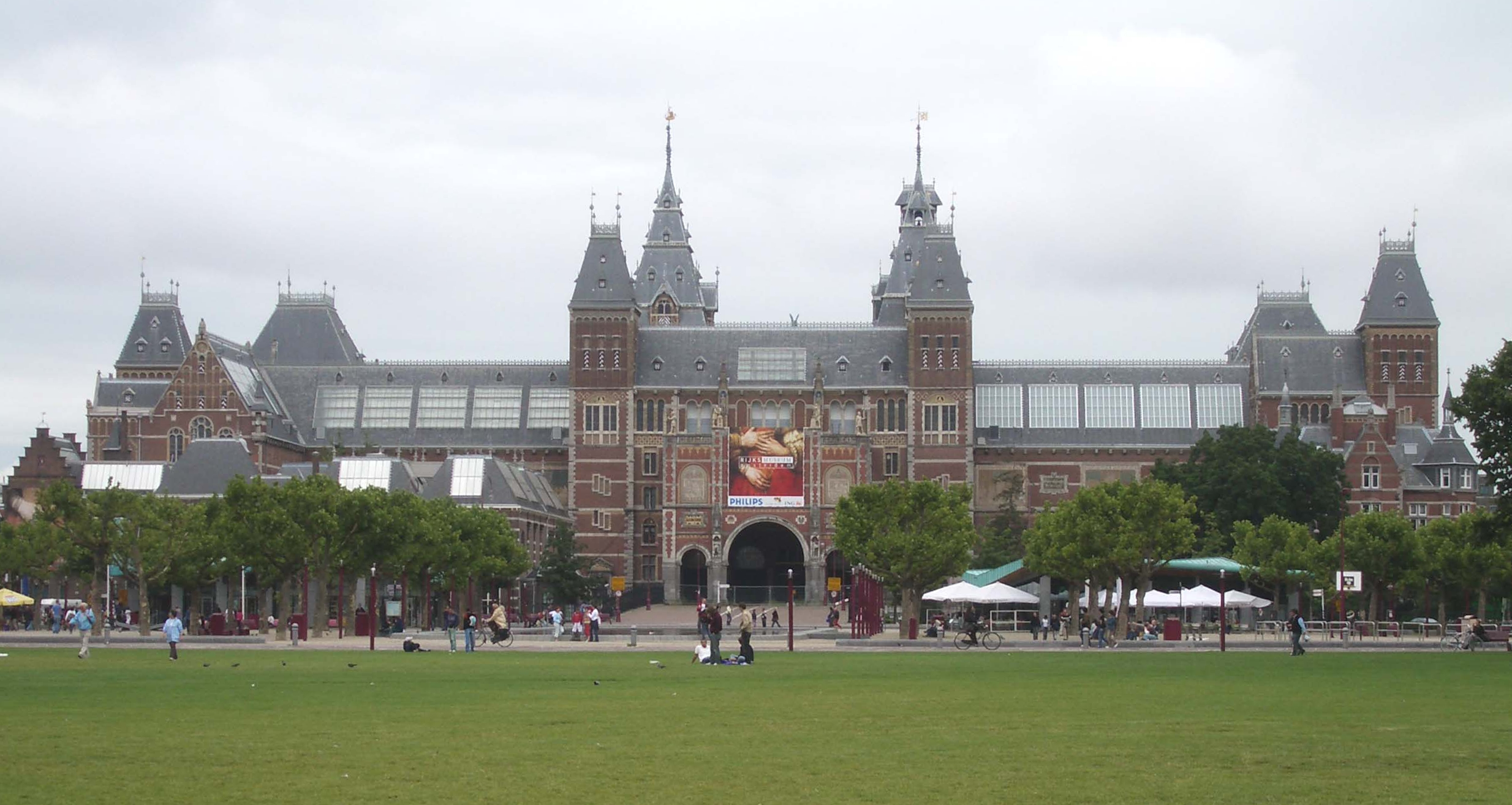
암스테르담 국립미술관

암스테르담 국립미술관(네덜란드어: Rijksmuseum Amsterdam)은 네덜란드를 대표하는 미술관의 하나로서 당시의 네덜란드 왕 루이 보나파르트에 의하여 1808년에 창설되었다. 현재의 건물은 1885년에 개관하였다. 창설 당초의 수장품 수는 200여 점에 지나지 않았으나 그 후 순조롭게 불어 현재는 3,000여 점을 헤아릴 수 있다. 세계의 다른 대미술관에 비하면 이 수는 반드시 많다고는 할 수 없으나 질적인 수준은 지극히 높아서, 17세기를 중심으로 한 네덜란드 회화의 메카라고도 할 수 있는 존재가 되어 있다. 그 중에서도 <야경>(夜警), <유다의 신부> 등을 포함한 21점의 렘브란트와 <편지를 읽는 여인> 외 3점의 페르메이르는 콜렉션의 압권(壓卷)을 이루고 있다. 더욱이 19세기 후반 이후 근대 회화의 대부분은 암스테르담 시립미술관에 이관되어 있는데, 여기에는 유채(油彩), 데생을 합쳐서 250여 점에 이르는 반 고흐의 콜렉션이 있다.

## 이미지 갤러리

암스테르담 국립미술관 - Rijksmuseum Amsterdam
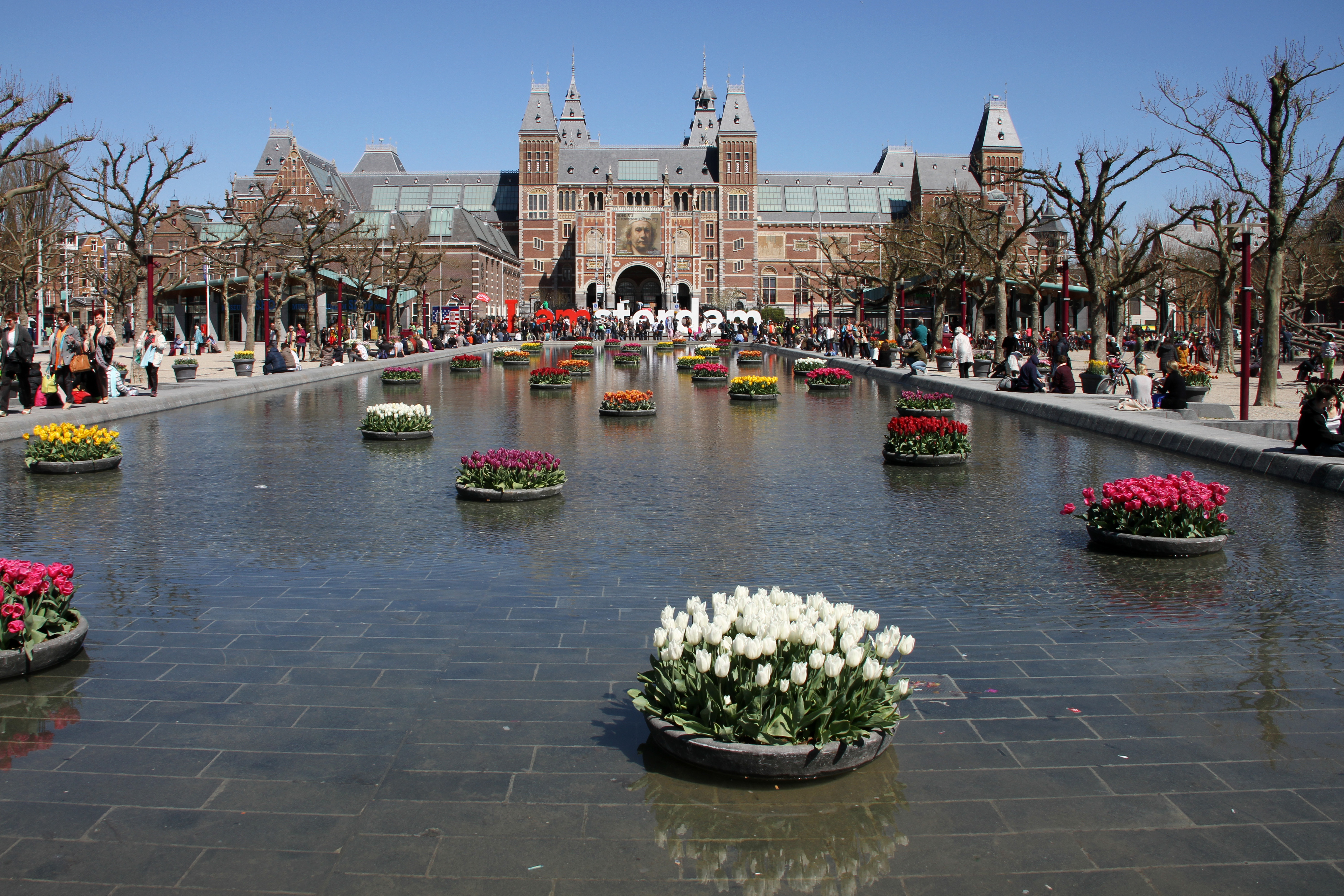
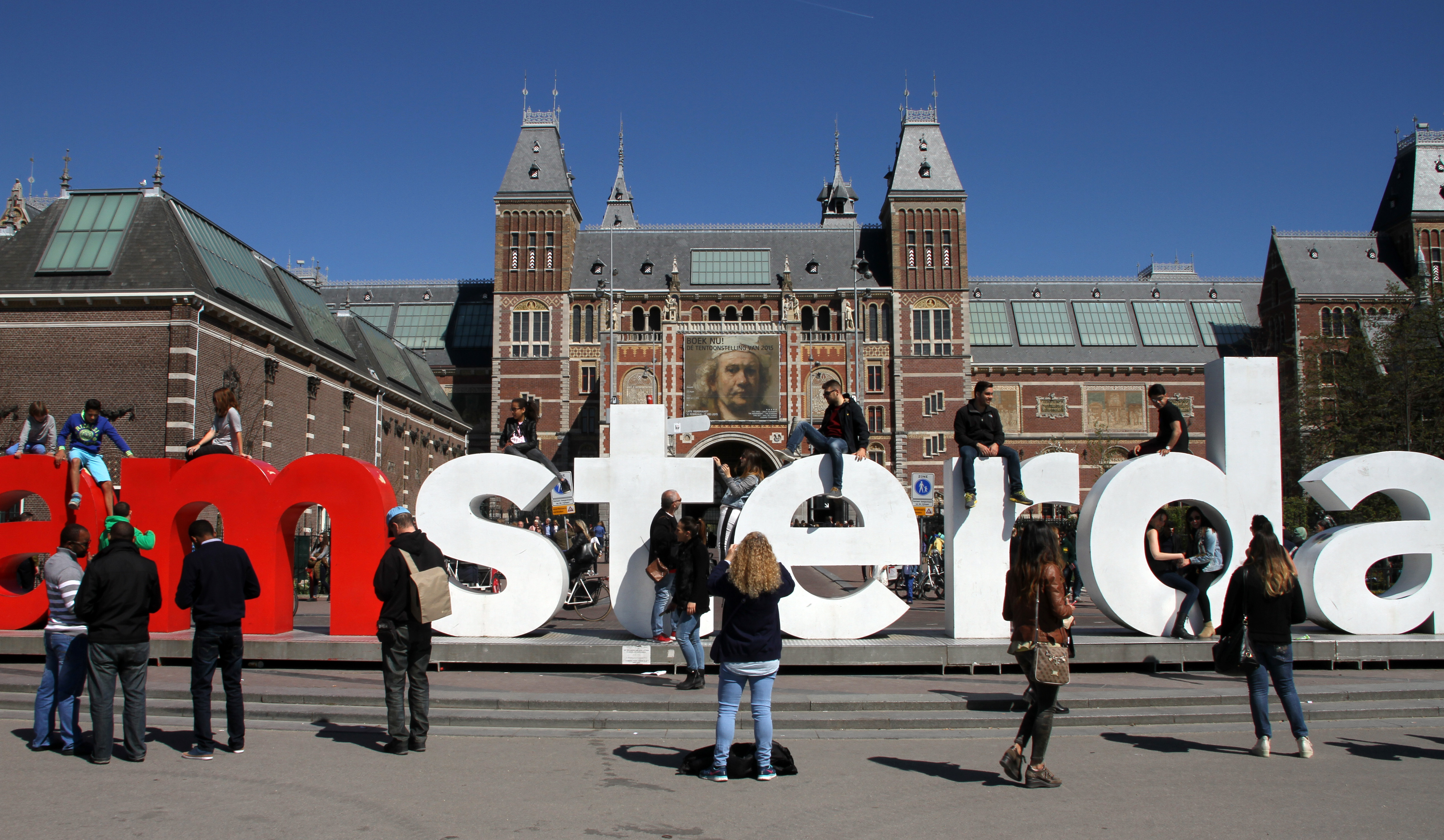
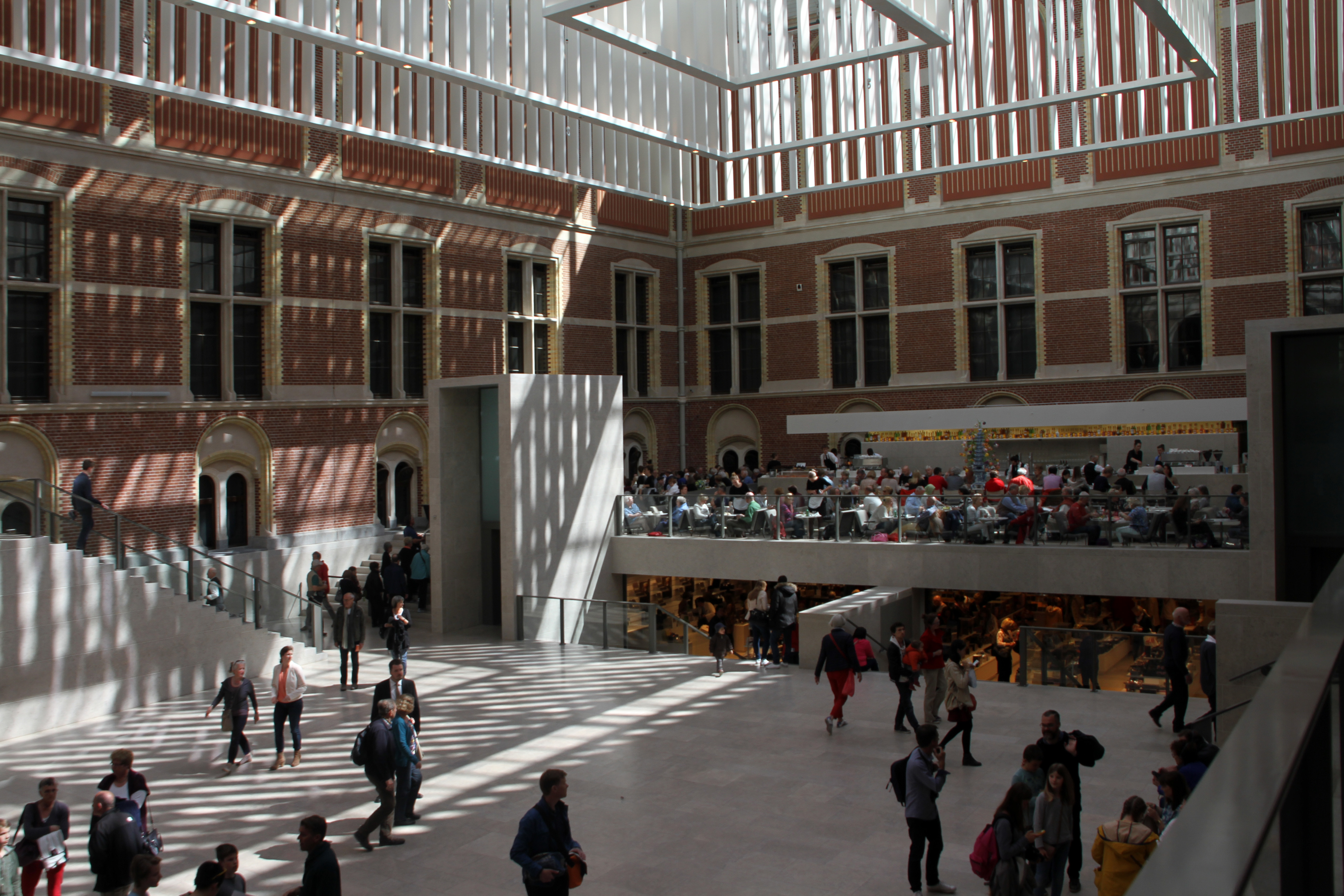
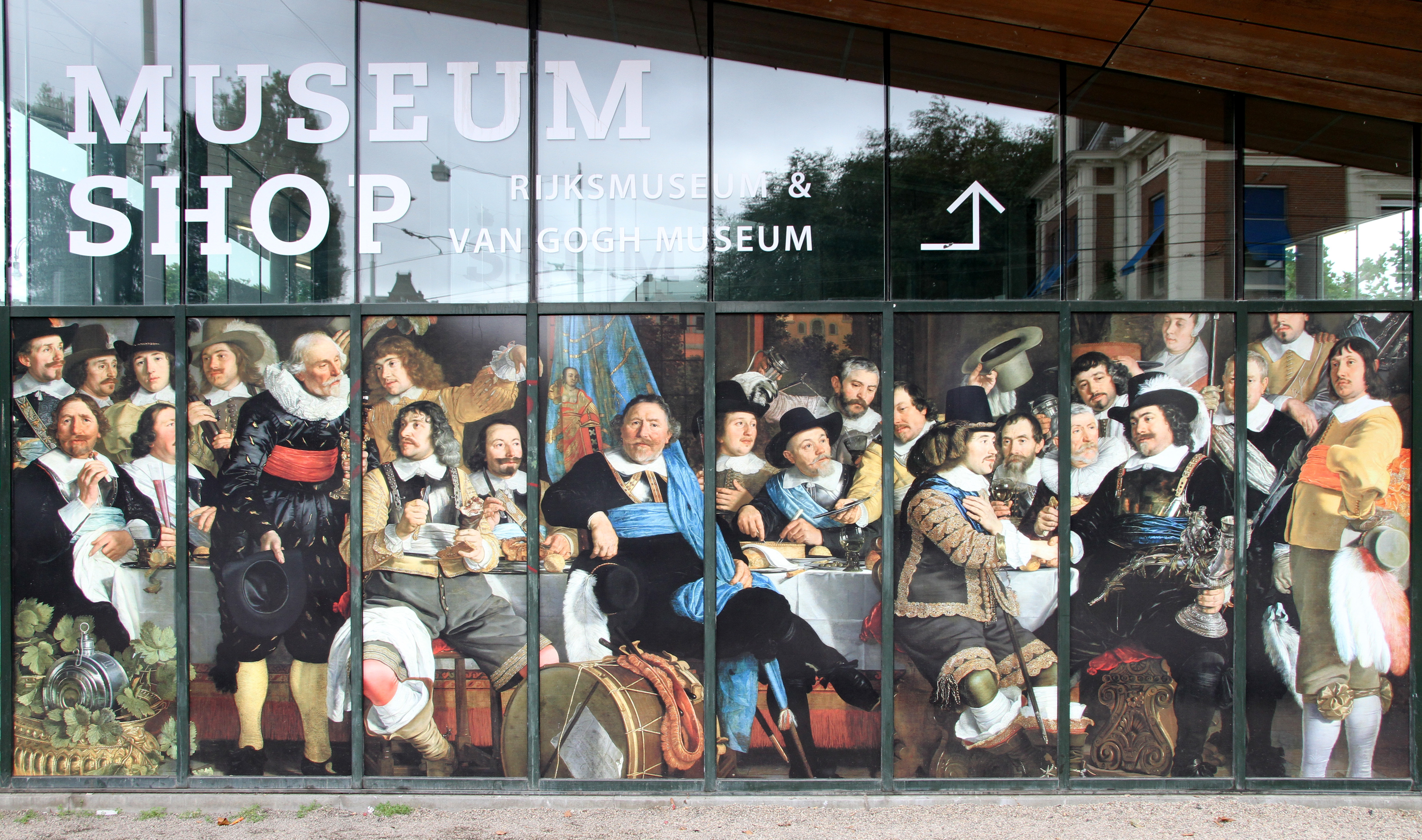
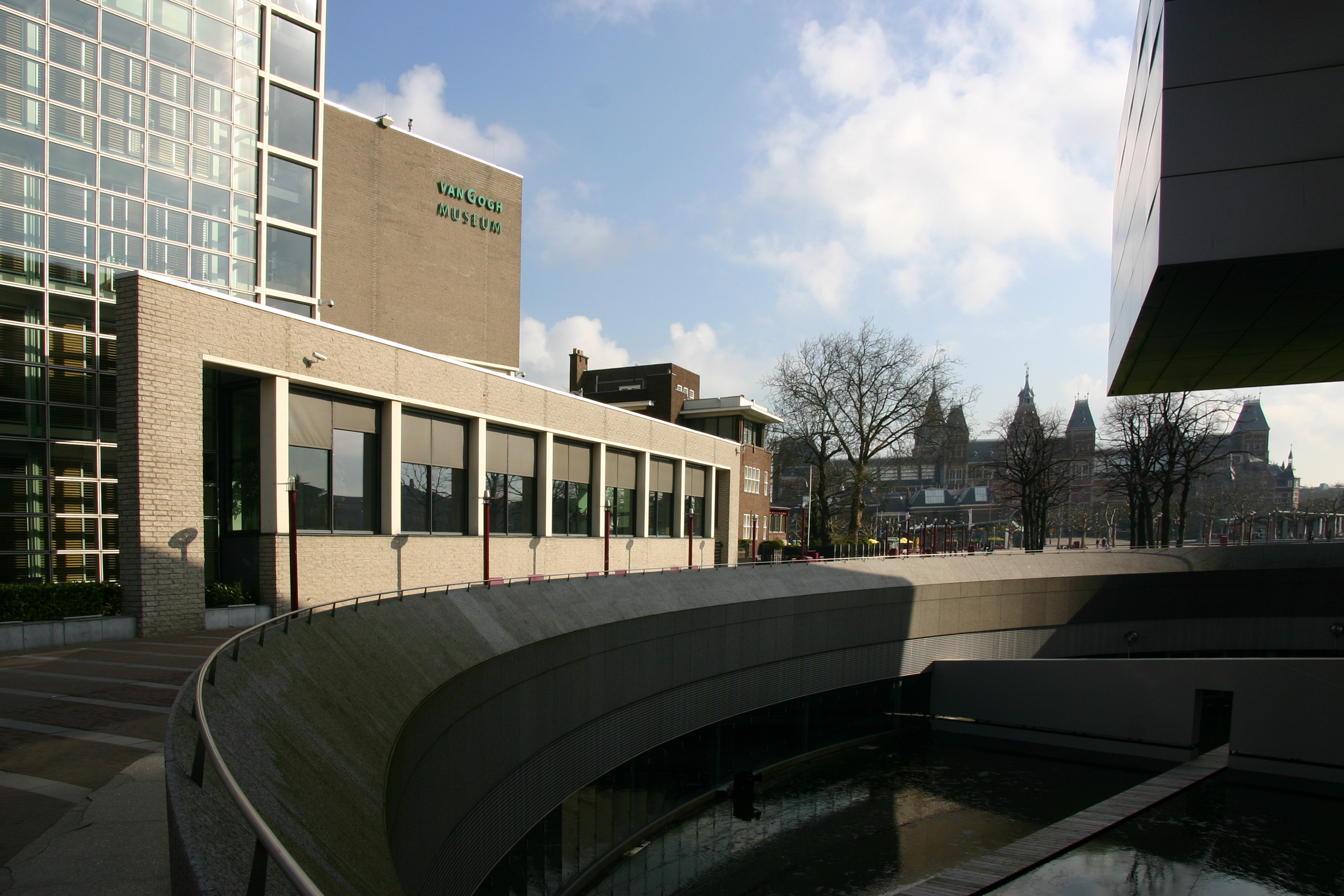

## 같이 보기
- 가장 큰 미술관 목록